# Глиноземний завод у Гладстоні
Глиноземний завод у Гладстоні — виробничий майданчик на північному сході Австралії, в околицях міста Гладстон.
Завод ввели в дію у 1967 році з річною потужністю 0,6 млн тонн глинозему на рік. Втім, цей показник швидко збільшили і вже наприкінці 1970-х майданчик досягнув рівня у 2,4 млн тонн. Згодом потужність заводу довели до 3,7 млн тонн на рік.
Необхідні для роботи боксити постачав рудник Іст-Вейпа/Андум, який починаючи з кінця 2010-х буде поступово замінений новим рудником Амрун.
На першому етапі боксити проходять обробку гарячим розчином каустичної соди. Необхідну для цього процесу пару постачають дві належні до комплексу котельні, що мають 7 вугільних та 3 газові парові котли. Для видалення з них продуктів згоряння зведено 3 димарі заввишки по 103 метри і 3 димарі по 52 метри. Зола з вугільних колів транспортується до накопичувача за допомогою морської води.
Центральною частиною процесу є випал у кальцинаторних печах, які станом на другу половину 1980-х щорічно споживали 300 тисяч тонн паливної нафти. У 1990-му до регіону почалась подача природного газу по трубопроводу Валлумбілла — Гладстон, що дозволило перевести печі на це паливо.
Проєкт реалізували через компанію Queensland Alumina Ltd (QAL), учасниками якої були американська Kaiser Aluminum and Chemical Corporation (52 %), канадська Alcan (20 %), французька Pechiney (20 %) та Conzinc Riotinto of Australia (8 %, діяла через Commonwealth Aluminium Corporation Proprietary Limited, або скорочено Comalco). З плином часу у складі власників відбулись зміни, результатом чого стала концентрація акцій у гірничодобувного гіганта Rio Tinto (80 %) та тосійської Rusal (в 2004-му придбала на аукціоні 20 % із колишньої частки Kaiser). У квітні 2022-го Rio Tinto на тлі запроваджених урядом санкцій перебрав повне управління на себе.